# Fritz Kintzlé
Fritz Kintzlé (* 19. Januar 1852 in Harlingen, Luxemburg; † 19. März 1908 Aachen-Rothe Erde) war ein Luxemburger Eisenhüttenmann und Manager der deutschen Stahlindustrie.

## Leben
Fritz Kintzlé besuchte das Athenäum in Luxemburg. 1873 begann er am Polytechnikum Aachen ein Studium der Eisenhüttenkunde und wurde Mitglied im Fachverein der Chemiker und Hüttenleute, dem späteren Corps Montania. Nach Abschluss des Studiums begann er seine berufliche Laufbahn bei der Fabrique de fer in Ougrée in Belgien. 1879 wechselte zum Aachener Hütten-Aktienverein in Rothe Erde. 1899 erlangte er dort die Position des Betriebsdirektors. 1900 wurde er in den Vorstand des Unternehmens berufen. Nachdem 1907 der Aachener Hütten-Aktienverein mit der Gelsenkirchener Bergwerks-AG verschmolzen worden war, übernahm Kintzlé von Adolph Kirdorf die Leitung des Aachener Werkes als dessen Generaldirektor.
Nachdem Rothe Erde als dritter Standort nach Hörde bei Dortmund und Meiderich bei Duisburg das Thomasverfahren eingeführt hatte, war es Kintzlés besonderes Verdienst, das Verfahren betrieblich derart auszugestalten, chemische und physikalische Prüfverfahren zu entwickeln und die Qualität des Stahls zu verbessern, dass das Thomasverfahren bis zum Aufkommen des Linz-Donawitz-Verfahrens neben dem Siemens-Martin-Verfahren zu den wichtigen Stahlerzeugungsverfahren gehörte. Kintzlé wirkte an der Erstellung verschiedener Stahlnormen mit. 13 Jahre gehörte er dem Vorstand des Vereins Deutscher Eisenhüttenleute an. Er engagierte sich in der Verbesserung der Studien- und Prüfungsordnungen für Hüttenkunde. Sein soziales Engagement in Form großzügiger Stiftungen galt der Arbeiterschaft und der Förderung des technisch-akademischen Nachwuchs.

## Auszeichnungen
1902 wurde Fritz Kintzlé das Ritterkreuz des luxemburgischen Ordens der Eichenkrone verliehen.